# 7e étape du Tour d'Espagne 2017
La 7e étape du Tour d'Espagne 2017 se déroule le vendredi 25 août 2017, entre Llíria et Cuenca, sur une distance de 207 kilomètres.

## Résultats

### Classement de l'étape
| \| Classement de l'étape \| Classement de l'étape \| Classement de l'étape \| Classement de l'étape \| Classement de l'étape \| \| Coureur \| Coureur \| Pays \| Équipe \| Temps \| \| --------------------- \| --------------------- \| --------------------- \| -------------------------- \| --------------------- \| \| 1er \| Matej Mohorič \| Slovénie \| UAE Team Emirates \| 4 h 43 min 35 s \| \| 2e \| Paweł Poljański \| Pologne \| Bora-Hansgrohe \| + 16 s \| \| 3e \| José Joaquín Rojas \| Espagne \| Movistar Team \| + 16 s \| \| 4e \| Thomas De Gendt \| Belgique \| Lotto-Soudal \| + 16 s \| \| 5e \| Alessandro De Marchi \| Italie \| BMC Racing Team \| + 27 s \| \| 6e \| Floris De Tier \| Belgique \| LottoNL-Jumbo \| + 27 s \| \| 7e \| Jetse Bol \| Pays-Bas \| Manzana Postobón \| + 29 s \| \| 8e \| Luis Ángel Maté \| Espagne \| Cofidis, Solutions Crédits \| + 1 min 21 s \| \| 9e \| Anthony Perez \| France \| Cofidis, Solutions Crédits \| + 1 min 32 s \| \| 10e \| Arnaud Courteille \| France \| FDJ \| + 1 min 32 s \| |                      |          |                            |                 |
| |                      |          |                            |                 |
| Source : ProCyclingStats |                      |          |                            |                 |
| Classement de l'étape |                      |          |                            |                 |
| Coureur | Coureur              | Pays     | Équipe                     | Temps           |
| 1er | Matej Mohorič        | Slovénie | UAE Team Emirates          | 4 h 43 min 35 s |
| 2e | Paweł Poljański      | Pologne  | Bora-Hansgrohe             | + 16 s          |
| 3e | José Joaquín Rojas   | Espagne  | Movistar Team              | + 16 s          |
| 4e | Thomas De Gendt      | Belgique | Lotto-Soudal               | + 16 s          |
| 5e | Alessandro De Marchi | Italie   | BMC Racing Team            | + 27 s          |
| 6e | Floris De Tier       | Belgique | LottoNL-Jumbo              | + 27 s          |
| 7e | Jetse Bol            | Pays-Bas | Manzana Postobón           | + 29 s          |
| 8e | Luis Ángel Maté      | Espagne  | Cofidis, Solutions Crédits | + 1 min 21 s    |
| 9e | Anthony Perez        | France   | Cofidis, Solutions Crédits | + 1 min 32 s    |
| 10e | Arnaud Courteille    | France   | FDJ                        | + 1 min 32 s    |

### Points attribués
| Sprint intermédiaire - Cuenca (km 191) | Sprint intermédiaire - Cuenca (km 191) | Sprint intermédiaire - Cuenca (km 191) | Sprint intermédiaire - Cuenca (km 191) | Sprint intermédiaire - Cuenca (km 191) |
| -------------------------------------- | -------------------------------------- | -------------------------------------- | -------------------------------------- | -------------------------------------- |
|                                        | Coureur                                | Pays                                   | Équipe                                 | Point(s)                               |
| 1er                                    | Matej Mohorič                          | Slovénie                               | UAE Emirates                           | 4                                      |
| 2e                                     | Alexis Gougeard                        | France                                 | AG2R La Mondiale                       | 2                                      |
| 3e                                     | Richard Carapaz                        | Équateur                               | Movistar                               | 1                                      |
| modifier                               |                                        |                                        |                                        |                                        |

| Arrivée d'étape - Cuenca (km 207) | Arrivée d'étape - Cuenca (km 207) | Arrivée d'étape - Cuenca (km 207) | Arrivée d'étape - Cuenca (km 207) | Arrivée d'étape - Cuenca (km 207) |
| --------------------------------- | --------------------------------- | --------------------------------- | --------------------------------- | --------------------------------- |
|                                   | Coureur                           | Pays                              | Équipe                            | Point(s)                          |
| 1er                               | Matej Mohorič                     | Slovénie                          | UAE Emirates                      | 25                                |
| 2e                                | Paweł Poljański                   | Pologne                           | Bora-Hansgrohe                    | 20                                |
| 3e                                | José Joaquín Rojas                | Espagne                           | Movistar                          | 16                                |
| 4e                                | Thomas De Gendt                   | Belgique                          | Lotto-Soudal                      | 14                                |
| 5e                                | Alessandro De Marchi              | Italie                            | BMC Racing                        | 12                                |
| 6e                                | Floris De Tier                    | Belgique                          | Lotto NL-Jumbo                    | 10                                |
| 7e                                | Jetse Bol                         | Pays-Bas                          | Manzana Postobón                  | 9                                 |
| 8e                                | Luis Ángel Maté                   | Espagne                           | Cofidis                           | 8                                 |
| 9e                                | Anthony Perez                     | France                            | Cofidis                           | 7                                 |
| 10e                               | Arnaud Courteille                 | France                            | FDJ                               | 6                                 |
| 11e                               | Aldemar Reyes                     | Colombie                          | Manzana Postobón                  | 5                                 |
| 12e                               | Richard Carapaz                   | Équateur                          | Movistar                          | 4                                 |
| 13e                               | Alexis Gougeard                   | France                            | AG2R La Mondiale                  | 3                                 |
| 14e                               | Rafael Reis                       | Portugal                          | Caja Rural-Seguros RGA            | 2                                 |
| 15e                               | Mikel Nieve                       | Espagne                           | Sky                               | 1                                 |
| modifier                          |                                   |                                   |                                   |                                   |

|   | Coureur         | Pays     | Équipe           | Secondes |
| - | --------------- | -------- | ---------------- | -------- |
| 1 | Matej Mohorič   | Slovénie | UAE Emirates     | 3 s      |
| 2 | Alexis Gougeard | France   | AG2R La Mondiale | 2 s      |
| 3 | Richard Carapaz | Équateur | Movistar         | 1 s      |

|   | Coureur            | Pays     | Équipe         | Secondes |
| - | ------------------ | -------- | -------------- | -------- |
| 1 | Matej Mohorič      | Slovénie | UAE Emirates   | 10 s     |
| 2 | Paweł Poljański    | Pologne  | Bora-Hansgrohe | 6 s      |
| 3 | José Joaquín Rojas | Espagne  | Movistar       | 4 s      |

### Cols et côtes
| Puerto La Montalbana (km 51) 3e catégorie (8 km à 4,3%) | Puerto La Montalbana (km 51) 3e catégorie (8 km à 4,3%) | Puerto La Montalbana (km 51) 3e catégorie (8 km à 4,3%) | Puerto La Montalbana (km 51) 3e catégorie (8 km à 4,3%) | Puerto La Montalbana (km 51) 3e catégorie (8 km à 4,3%) |
| ------------------------------------------------------- | ------------------------------------------------------- | ------------------------------------------------------- | ------------------------------------------------------- | ------------------------------------------------------- |
|                                                         | Coureur                                                 | Pays                                                    | Équipe                                                  | Point(s)                                                |
| 1er                                                     | Thomas De Gendt                                         | Belgique                                                | Lotto-Soudal                                            | 3                                                       |
| 2e                                                      | José Joaquín Rojas                                      | Espagne                                                 | Movistar                                                | 2                                                       |
| 3e                                                      | Matej Mohorič                                           | Slovénie                                                | UAE Emirates                                            | 1                                                       |
| modifier                                                |                                                         |                                                         |                                                         |                                                         |

| Alto de Sta. Cruz de Moya. (km 88,7) 3e catégorie (8,7 km à 4%) | Alto de Sta. Cruz de Moya. (km 88,7) 3e catégorie (8,7 km à 4%) | Alto de Sta. Cruz de Moya. (km 88,7) 3e catégorie (8,7 km à 4%) | Alto de Sta. Cruz de Moya. (km 88,7) 3e catégorie (8,7 km à 4%) | Alto de Sta. Cruz de Moya. (km 88,7) 3e catégorie (8,7 km à 4%) |
| --------------------------------------------------------------- | --------------------------------------------------------------- | --------------------------------------------------------------- | --------------------------------------------------------------- | --------------------------------------------------------------- |
|                                                                 | Coureur                                                         | Pays                                                            | Équipe                                                          | Point(s)                                                        |
| 1er                                                             | Thomas De Gendt                                                 | Belgique                                                        | Lotto-Soudal                                                    | 3                                                               |
| 2e                                                              | Luis Ángel Maté                                                 | Espagne                                                         | Cofidis                                                         | 2                                                               |
| 3e                                                              | Alessandro De Marchi                                            | Italie                                                          | BMC Racing                                                      | 1                                                               |
| modifier                                                        |                                                                 |                                                                 |                                                                 |                                                                 |

| \| Alto del Castillo (km 195,3) 3e catégorie (2 km à 7,2%) \| Alto del Castillo (km 195,3) 3e catégorie (2 km à 7,2%) \| Alto del Castillo (km 195,3) 3e catégorie (2 km à 7,2%) \| Alto del Castillo (km 195,3) 3e catégorie (2 km à 7,2%) \| Alto del Castillo (km 195,3) 3e catégorie (2 km à 7,2%) \| \| ------------------------------------------------------- \| ------------------------------------------------------- \| ------------------------------------------------------- \| ------------------------------------------------------- \| ------------------------------------------------------- \| \| \| Coureur \| Pays \| Équipe \| Point(s) \| \| 1er \| Matej Mohorič \| Slovénie \| UAE Emirates \| 3 \| \| 2e \| José Joaquín Rojas \| Espagne \| Movistar \| 2 \| \| 3e \| Thomas De Gendt \| Belgique \| Lotto-Soudal \| 1 \| \| modifier \| \| \| \| \| |                    |          |              |          |
| Alto del Castillo (km 195,3) 3e catégorie (2 km à 7,2%) |                    |          |              |          |
| | Coureur            | Pays     | Équipe       | Point(s) |
| 1er | Matej Mohorič      | Slovénie | UAE Emirates | 3        |
| 2e | José Joaquín Rojas | Espagne  | Movistar     | 2        |
| 3e | Thomas De Gendt    | Belgique | Lotto-Soudal | 1        |
| modifier |                    |          |              |          |

## Classements à l'issue de l'étape

### Classement général
| \| Classement général \| Classement général \| Classement général \| Classement général \| Classement général \| \| Coureur \| Coureur \| Pays \| Équipe \| Temps \| \| ------------------ \| ------------------ \| ------------------ \| ------------------ \| ------------------ \| \| 1er \| Christopher Froome \| Royaume-Uni \| Team Sky \| 27 h 46 min 51 s \| \| 2e \| Esteban Chaves \| Colombie \| Orica-Scott \| + 11 s \| \| 3e \| Nicolas Roche \| Irlande \| BMC Racing Team \| + 13 s \| \| 4e \| Tejay van Garderen \| États-Unis \| BMC Racing Team \| + 30 s \| \| 5e \| Vincenzo Nibali \| Italie \| Bahrain-Merida \| + 36 s \| \| 6e \| David de la Cruz \| Espagne \| Quick-Step Floors \| + 40 s \| \| 7e \| Jetse Bol \| Pays-Bas \| Manzana Postobón \| + 46 s \| \| 8e \| Fabio Aru \| Italie \| Astana \| + 49 s \| \| 9e \| Adam Yates \| Royaume-Uni \| Orica-Scott \| + 50 s \| \| 10e \| Michael Woods \| Canada \| Cannondale-Drapac \| + 1 min 13 s \| |                    |             |                   |                  |
| |                    |             |                   |                  |
| Source : ProCyclingStats |                    |             |                   |                  |
| Classement général |                    |             |                   |                  |
| Coureur | Coureur            | Pays        | Équipe            | Temps            |
| 1er | Christopher Froome | Royaume-Uni | Team Sky          | 27 h 46 min 51 s |
| 2e | Esteban Chaves     | Colombie    | Orica-Scott       | + 11 s           |
| 3e | Nicolas Roche      | Irlande     | BMC Racing Team   | + 13 s           |
| 4e | Tejay van Garderen | États-Unis  | BMC Racing Team   | + 30 s           |
| 5e | Vincenzo Nibali    | Italie      | Bahrain-Merida    | + 36 s           |
| 6e | David de la Cruz   | Espagne     | Quick-Step Floors | + 40 s           |
| 7e | Jetse Bol          | Pays-Bas    | Manzana Postobón  | + 46 s           |
| 8e | Fabio Aru          | Italie      | Astana            | + 49 s           |
| 9e | Adam Yates         | Royaume-Uni | Orica-Scott       | + 50 s           |
| 10e | Michael Woods      | Canada      | Cannondale-Drapac | + 1 min 13 s     |

### Classement par points
| Classement par points | Classement par points | Classement par points | Classement par points | Classement par points |
| Coureur               | Coureur               | Pays                  | Équipe                | Points                |
| --------------------- | --------------------- | --------------------- | --------------------- | --------------------- |
| 1er                   | Matteo Trentin        | Italie                | Quick-Step Floors     | 49 pts                |
| 2e                    | Paweł Poljański       | Pologne               | Bora-Hansgrohe        | 44 pts                |
| 3e                    | Matej Mohorič         | Slovénie              | UAE Team Emirates     | 43 pts                |
| 4e                    | Vincenzo Nibali       | Italie                | Bahrain-Merida        | 31 pts                |
| 5e                    | Alexey Lutsenko       | Kazakhstan            | Astana                | 29 pts                |
| 6e                    | Christopher Froome    | Royaume-Uni           | Team Sky              | 28 pts                |
| 7e                    | Edward Theuns         | Belgique              | Trek-Segafredo        | 28 pts                |
| 8e                    | Tomasz Marczyński     | Pologne               | Lotto-Soudal          | 27 pts                |
| 9e                    | Yves Lampaert         | Belgique              | Quick-Step Floors     | 25 pts                |
| 10e                   | Tom Van Asbroeck      | Belgique              | Cannondale-Drapac     | 25 pts                |

### Classement du meilleur grimpeur
| Classement du meilleur grimpeur | Classement du meilleur grimpeur | Classement du meilleur grimpeur | Classement du meilleur grimpeur | Classement du meilleur grimpeur |
| ------------------------------- | ------------------------------- | ------------------------------- | ------------------------------- | ------------------------------- |
|                                 | Coureur                         | Pays                            | Équipe                          | Point(s)                        |
| 1er                             | Davide Villella                 | Italie                          | Cannondale-Drapac               | 38 points                       |
| 2e                              | Thomas De Gendt                 | Belgique                        | Lotto-Soudal                    | 17 pts                          |
| 3e                              | Darwin Atapuma                  | Colombie                        | UAE Emirates                    | 12 pts                          |
| 4e                              | Lluís Mas                       | Espagne                         | Caja Rural-Seguros RGA          | 11 pts                          |
| 5e                              | Alexandre Geniez                | France                          | AG2R La Mondiale                | 10 pts                          |
| 6e                              | Alexey Lutsenko                 | Kazakhstan                      | Astana                          | 6 pts                           |
| 7e                              | Christopher Froome              | Royaume-Uni                     | Sky                             | 5 pts                           |
| 8e                              | Tomasz Marczyński               | Pologne                         | Lotto-Soudal                    | 5 pts                           |
| 9e                              | Matej Mohorič                   | Slovénie                        | UAE Emirates                    | 4 pts                           |
| 10e                             | José Joaquín Rojas              | Espagne                         | Movistar                        | 4 pts                           |
| modifier                        |                                 |                                 |                                 |                                 |

### Classement du combiné
| Classement du combiné | Classement du combiné | Classement du combiné | Classement du combiné | Classement du combiné |
| --------------------- | --------------------- | --------------------- | --------------------- | --------------------- |
|                       | Coureur               | Pays                  | Équipe                | Point(s)              |
| 1er                   | Christopher Froome    | Royaume-Uni           | Sky                   | 14 points             |
| 2e                    | Esteban Chaves        | Colombie              | Orica-Scott           | 32 pts                |
| 3e                    | Nicolas Roche         | Irlande               | BMC Racing            | 42 pts                |
| 4e                    | Matej Mohorič         | Slovénie              | UAE Emirates          | 50 pts                |
| 5e                    | José Joaquín Rojas    | Espagne               | Movistar              | 52 pts                |
| 6e                    | Tomasz Marczyński     | Pologne               | Lotto-Soudal          | 57 pts                |
| 7e                    | Paweł Poljański       | Pologne               | Bora-Hansgrohe        | 62 pts                |
| 8e                    | Romain Bardet         | France                | AG2R La Mondiale      | 82 pts                |
| 9e                    | Luis Ángel Maté       | Espagne               | Cofidis               | 89 pts                |
| 10e                   | Enric Mas             | Espagne               | Quick-Step Floors     | 96 pts                |
| modifier              |                       |                       |                       |                       |

### Classement par équipes
| Classement par équipes | Classement par équipes | Classement par équipes | Classement par équipes |
| Équipe                 | Équipe                 | Pays                   | Temps                  |
| ---------------------- | ---------------------- | ---------------------- | ---------------------- |
| 1re                    | Movistar Team          | Espagne                | 82 h 39 min 47 s       |
| 2e                     | UAE Team Emirates      | Émirats arabes unis    | + 2 min 45 s           |
| 3e                     | Astana                 | Kazakhstan             | + 8 min 27 s           |
| 4e                     | Orica-Scott            | Australie              | + 10 min 26 s          |
| 5e                     | Sky                    | Royaume-Uni            | + 12 min 34 s          |
| 6e                     | Team Sunweb            | Allemagne              | + 14 min 20 s          |
| 7e                     | Caja Rural-Seguros RGA | Espagne                | + 19 min 08 s          |
| 8e                     | BMC Racing Team        | États-Unis             | + 27 min 02 s          |
| 9e                     | Quick-Step Floors      | Belgique               | + 27 min 48 s          |
| 10e                    | Manzana Postobón       | Colombie               | + 27 min 51 s          |

## Abandons
- 52 -  Carlos Betancur (Movistar) : non partant
- 177 -  Merhawi Kudus (Dimension Data) : abandon
- 188 -  Jonas Van Genechten (Cofidis) : abandon
- 207 -  Lawrence Warbasse (Aqua Blue Sport) : abandon